# Palau de Congressos de Saragossa
El Palau de Congressos de Saragossa està situat al meandre de Ranillas i va ser construït amb motiu de la celebració de la Mostra Internacional Expo 2008. L'edifici té un disseny arquitectònic emblemàtic que destaca per la seva singularitat i sorprèn per la seva envergadura. Amb 22.285 m² de superfície construïda i una altura màxima de 34 m constitueix el segon i més gran Palau de Congressos de la ciutat, després de l'Auditori de Saragossa.
Mentre va durar la mostra, el Palau de Congressos va ser la seu de la Tribuna de l'Aigua, on es van desenvolupar diversos seminaris i exhibicions de manera simultània, mentre que altres espais de menor capacitat es van convertir en el centre de Premsa, sales de reunions i oficines. Actualment, la seva agenda d'activitats es compon de convencions i esdeveniments professionals, com el Congrés Web que constitueix una de les cites de referència del Màrqueting En línia a Espanya; i d'espectacles musicals i teatrals com el musical Les Misérables.

## Auditori
Obra de Nieto Sobejano Arquitectos, aquest edifici d'estil contemporani dibuixa en el recinte Expo 2008 un perfil fet fallida i variable dialogant amb els diferents espais que alberga en el seu interior i manifestant expressivament la presència de la llum natural i la trobada de l'edifici amb el terreny.
D'estructura horitzontal i 167 m de longitud, el Palau de Congressos s'embolica d'una coberta sinuosa amb claraboies que permeten el pas dels raigs solars per a il·luminar vestíbuls i sales comunes. Així mateix, les estades reben llum natural de l'exterior per les parets translúcides de les façanes, que alternen fronts envidrats i gelosies metàl·liques.
La seva altura màxima és de 34 m i la superfície total construïda de 22.285 m², dels quals 17.700 m² són útils.

## Dependències

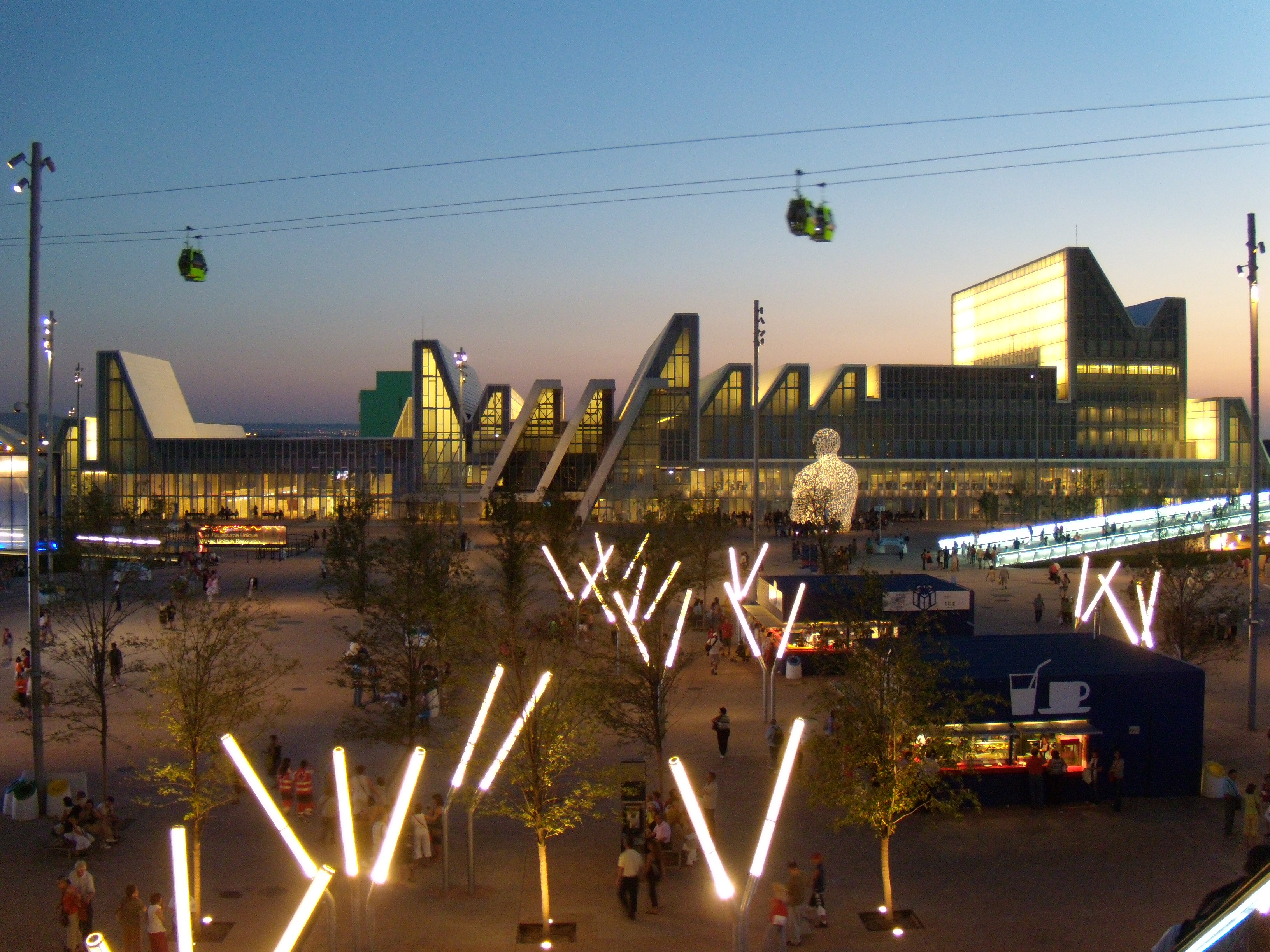
Vista nocturna del Palau de Congressos de Saragossa.

L'espai comprèn tres grans àrees: Zona d'Exposició, Hall i Salas de Reunions i l'Auditori. A més compta amb una planta subterrània, la Sala 2008 en la planta superior i altres sales entre plantes:
- Auditori. Amb capacitat per a 1.440 butaques i un escenari de 662 m², es distribueix en dues plantes divisibles: la platea amb 936 butaques i l'amfiteatre amb 504 butaques. En la part superior s'habiliten fins a tres sales independents, mentre que la inferior es distribueix entre llotges i entresòl.
- Hall central. Disposa de llum natural i compta amb més de 1.000 m² i una altura de 20 metres.
- Zona d'exposició. Compta amb 1.775 m² i és subdivisible en 2 o 3 espais.
- Aules i sales de reunió. Fins a 16 sales modulars de diferents grandàries distribuïdes en tres plantes. La més gran, de 138 m², se situa en la planta baixa, i la més petita, de 24 m², en la segona planta.
- Sala 2008. Situada en la part més alta, des d'on es pot albirar des d'ella tota la ciutat. Aquesta ubicació en l'edifici li confereix un peculiar disseny amb un sostre desigual en forma de "V". Amb una dimensió de 391,07 m² té capacitat per a 300 butaques en teatre o 150 en escola.
- Planta subterrània. Alberga diferents àrees de servei entre camerinos, magatzems i cuines que possibiliten el seu funcionament sense interferir en la resta de l'espai obert al públic.

## Galeria

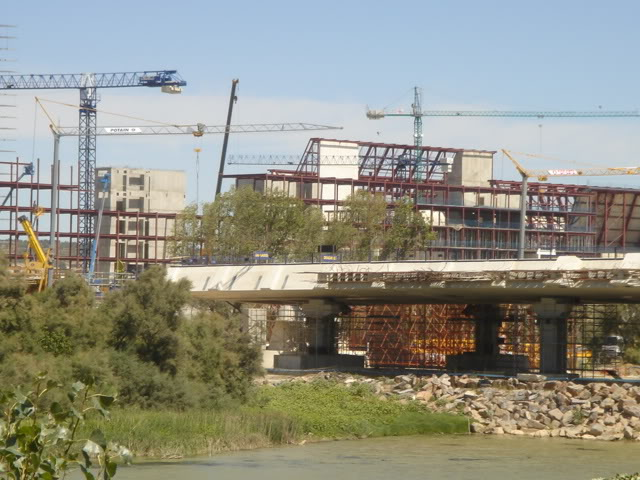
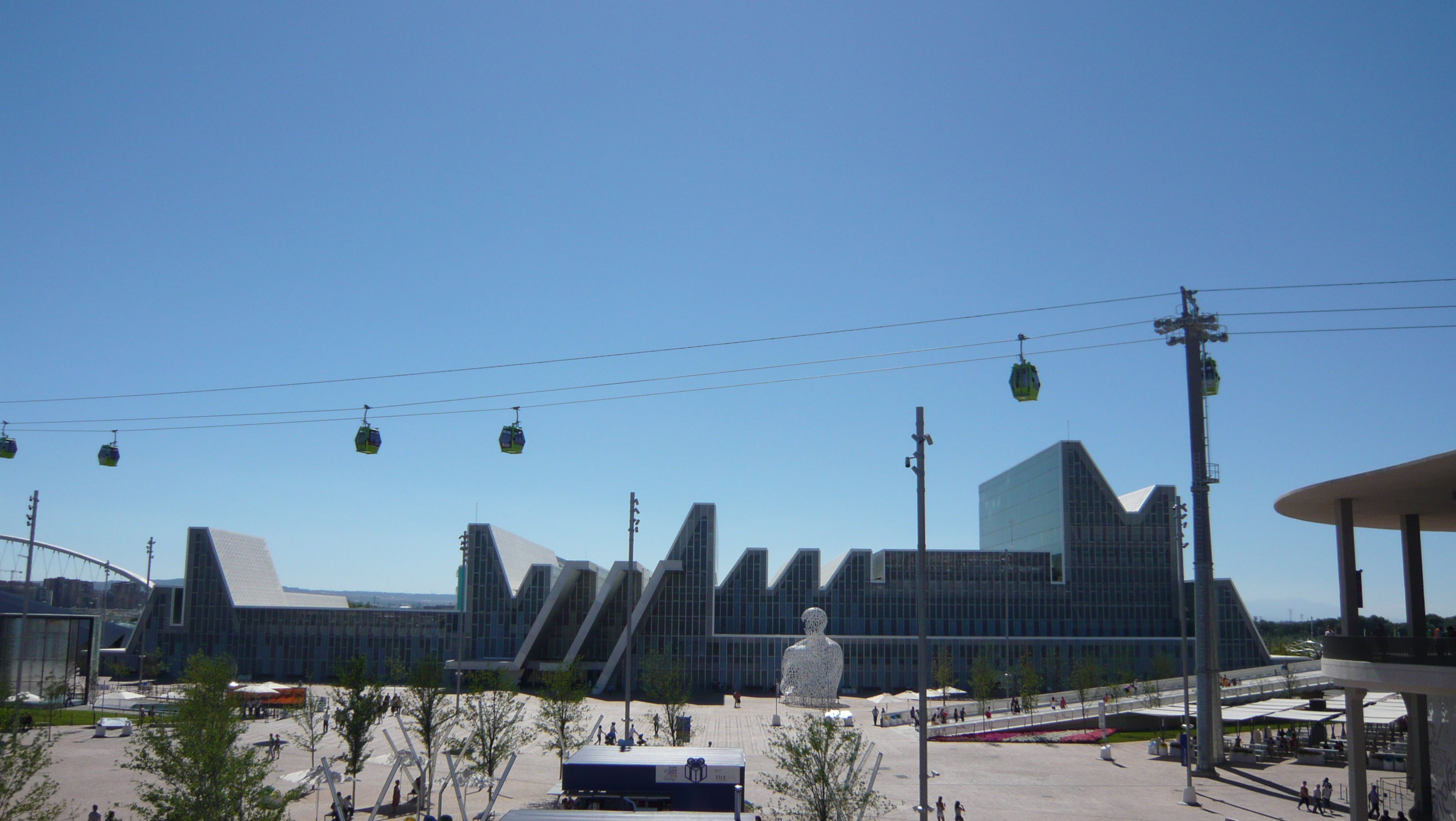
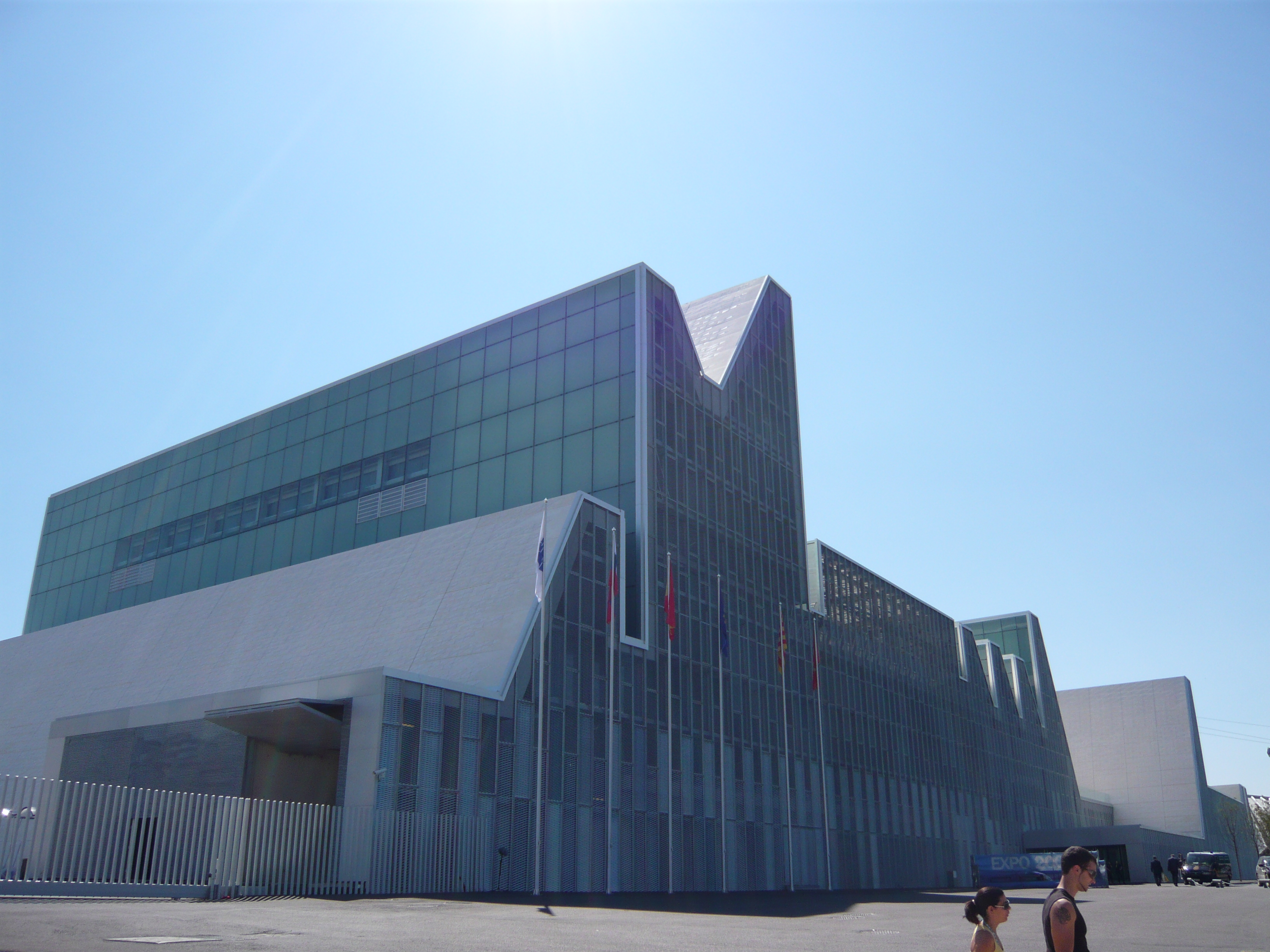
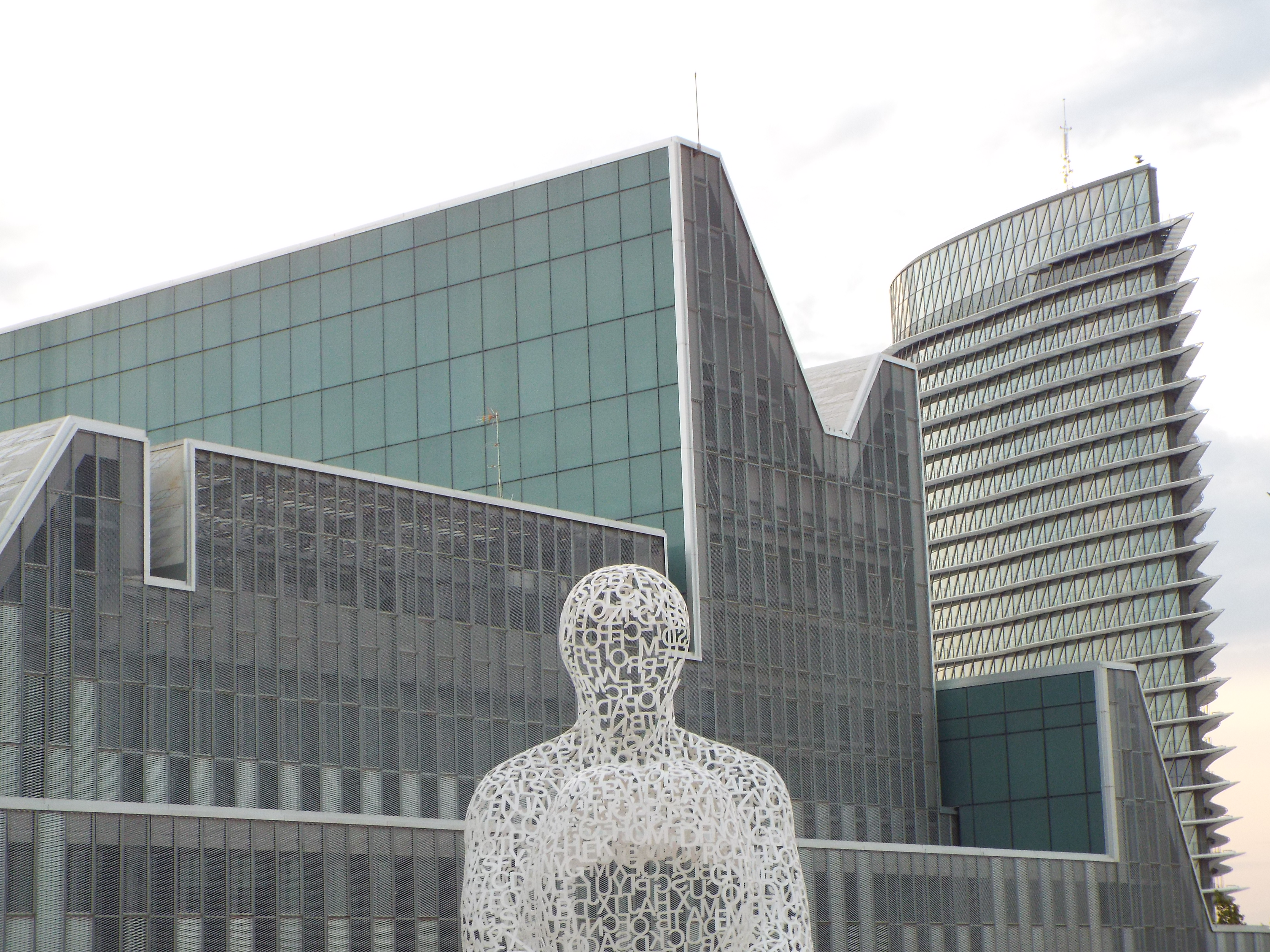
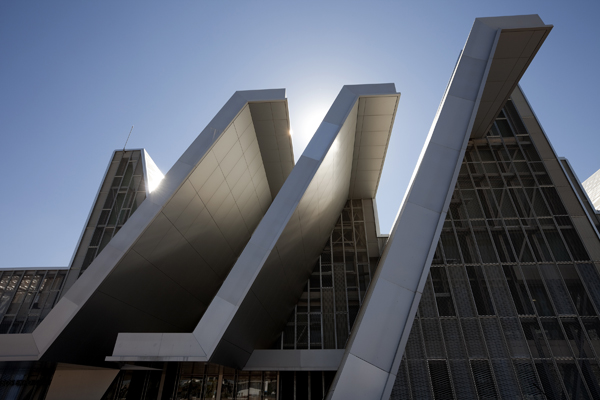
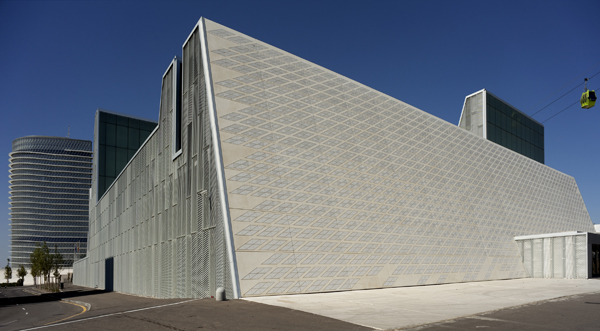
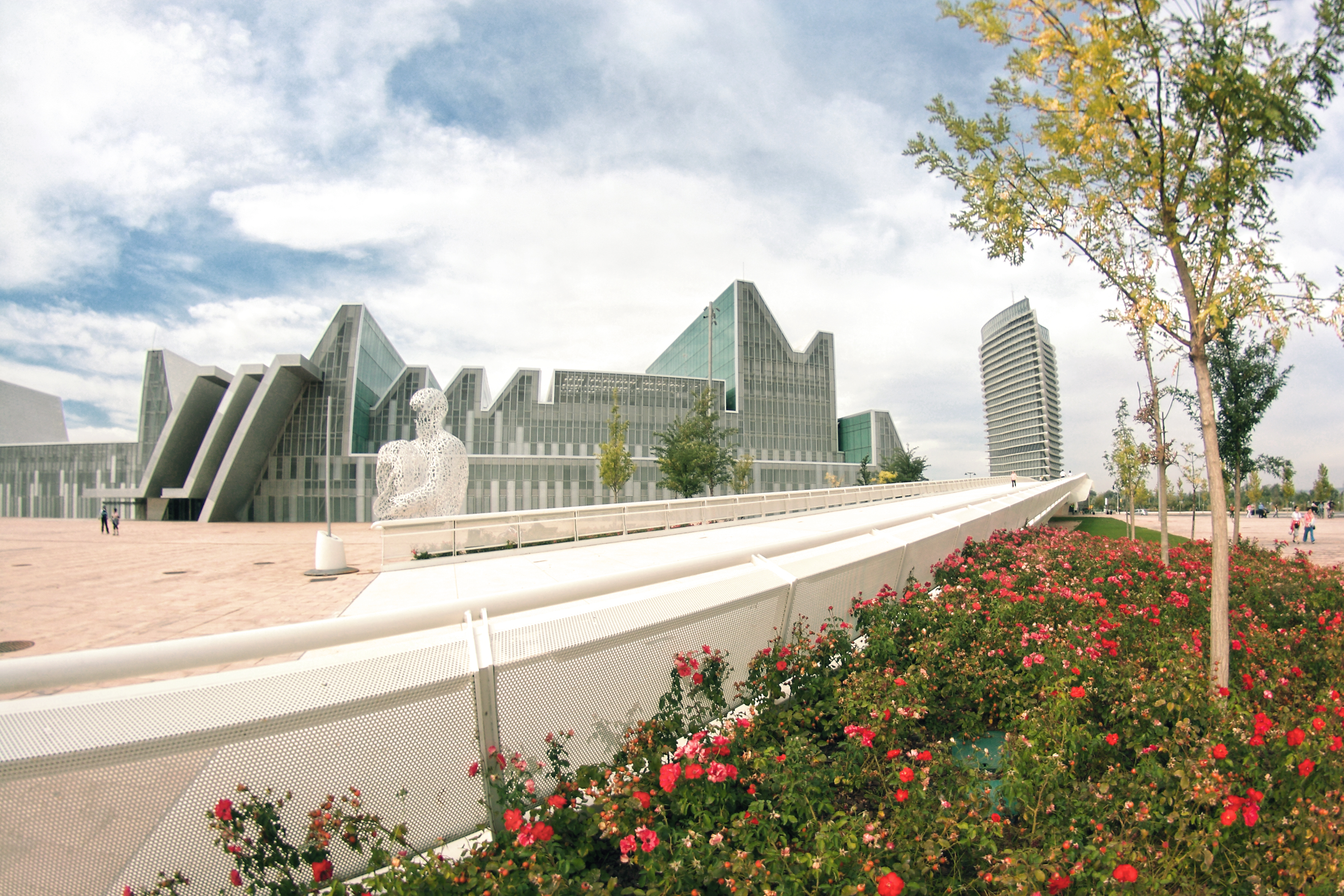
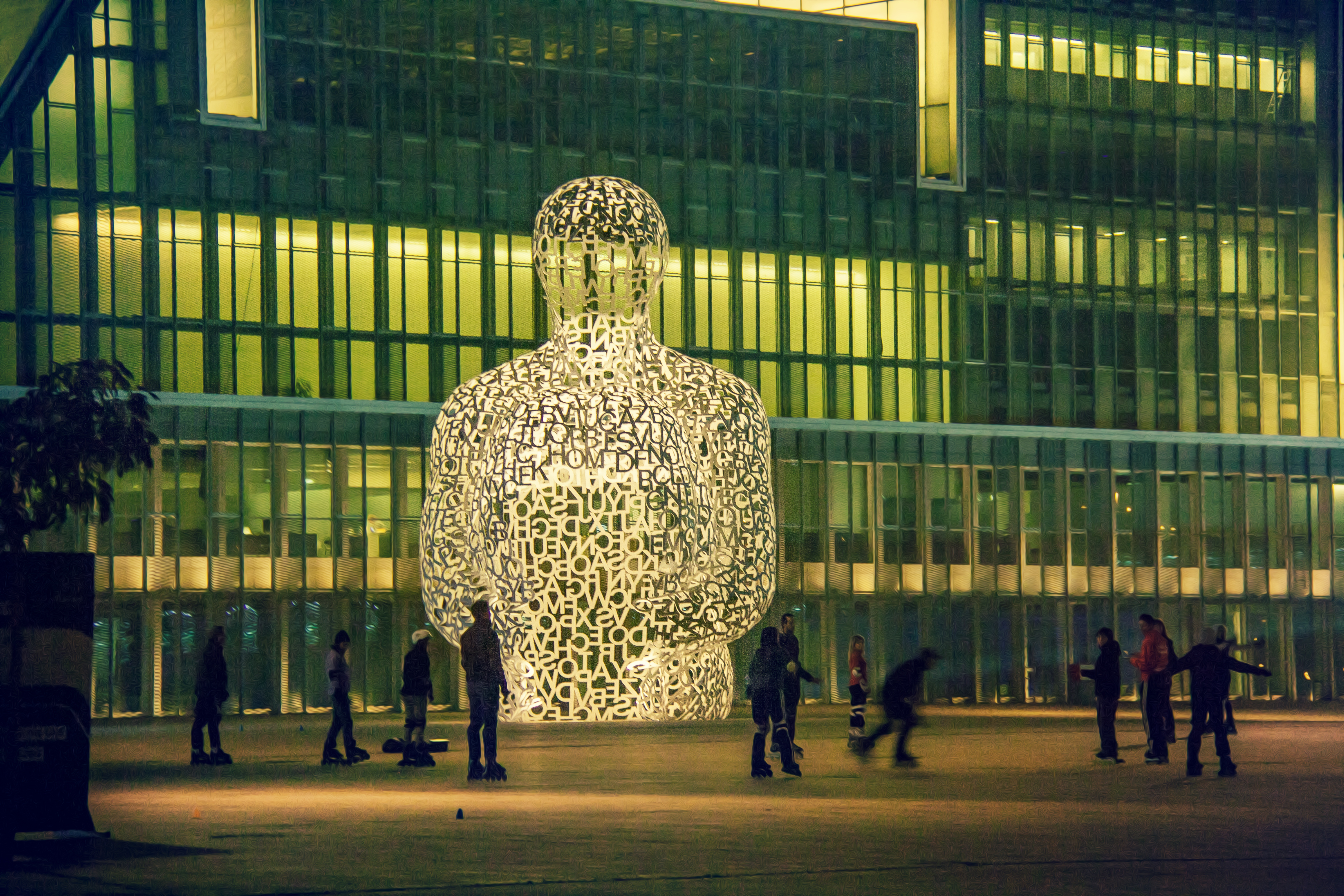
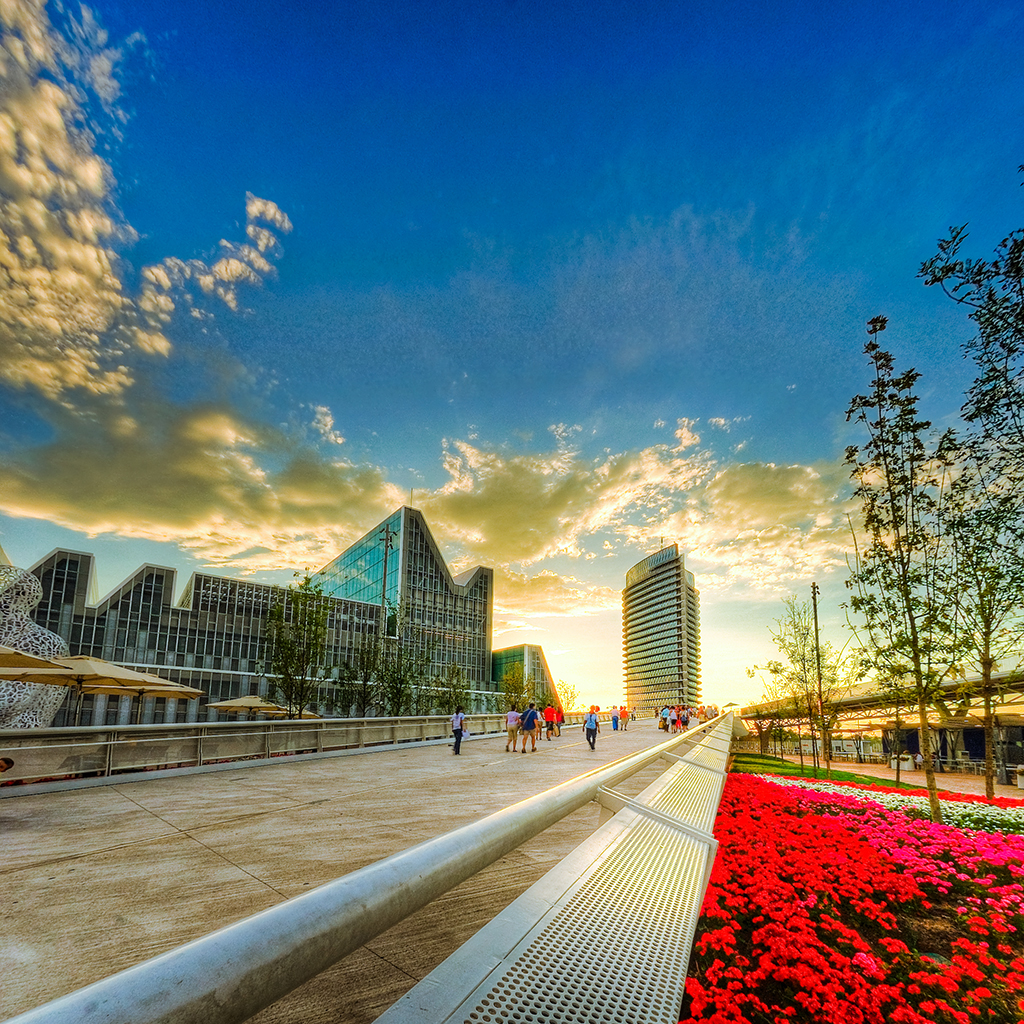